# Mano Júnior
Mano Júnior, nome artístico de Manoel Pinheiro de Oliveira Júnior (Ceilândia, 1979 – Ceilândia, 24 de janeiro de 2008), foi um cantor brasileiro de música sertaneja. 
Ficou conhecido em 1999, quando apareceu no programa Domingão do Faustão com um cartaz pedindo uma oportunidade para apresentar suas músicas na televisão. Em 2000, cantou a música de abertura do filme Pokémon, o Filme: Mewtwo Contra-Ataca.
No mesmo ano, Mano Júnior conseguiu emplacar o sucesso "Jura" em rádios de todo o Brasil e assinou contrato com a gravadora Continental, lançando dois álbuns pela gravadora. No retorno ao programa, fez um dueto com o cantor Leonardo e com a cantora Carla Visi. O cantor foi encontrado morto na tarde de 24 de janeiro de 2008 em um quarto do hotel Manchester, em Ceilândia, aos 29 anos de idade.